# Gyllenhuvad tangara
Gyllenhuvad tangara (Stilpnia larvata) är en fågel i familjen tangaror inom ordningen tättingar.

## Utseende
Gyllenhuvad tangara är en mycket vacker liten tangara. Könen är lika, överlag svart och blå fjäderdräkt med vit buk och en mjukt gyllengul huva. I bra ljus syns varierad purpur- och turkosfärgad glans.

## Utbredning och systematik
Gyllenhuvad tangara har en vid utbredning från södra Mexiko, genom Centralamerika till nordvästra Ecuador. Den delas in i fyra underarter med följande utbredning:
- Stilpnia larvata larvata – förekommer från tropiska södra Mexiko (norra Oaxaca och Tabasco) till norra Costa Rica
- Stilpnia larvata centralis – förekommer i sluttningen mot Karibien i Costa Rica och västra Panama
- Stilpnia larvata franciscae – förekommer i Stillahavssluttningen i Costa Rica och västra Panama
- Stilpnia larvata fanny – förekommer i Stillahavssluttningen från Panama till Colombia och nordvästra Ecuador

### Släktestillhörighet
Traditionellt placeras arten i släktet Tangara. Genetiska studier visar dock att släktet är polyfyletiskt, där en del av arterna står närmare släktet Thraupis. Dessa resultat har implementerats på olika sätt av de internationella taxonomiska auktoriteterna, där vissa expanderar Tangara till att även inkludera Thraupis, medan andra, som tongivande Clements et al., delar upp Tangara i mindre släkten. I det senare fallet lyfts lavendelhuvad tangara med släktingar ut till släktet Stilpnia, och denna linje följs här.

## Levnadssätt
Gyllenhuvad tangara förekommer i tropiska fuktiga lågläntqa områden. Den hittas i skogsbryn till fuktig städsegrön skog, men också i plantage och trädgårdar. Den födosöker på alla nivåer i fruktbärande träd och buskar, ofta i par och ibland i kringvandrande artblandade flockar tillsammans med nektarkrypare och eufonior.

## Status och hot
Arten har ett stort utbredningsområde, men tros minska i antal, dock inte tillräckligt kraftigt för att den ska betraktas som hotad. Internationella naturvårdsunionen IUCN listar arten som livskraftig (LC).